# Anita (musikalbum)
Anita är ett studioalbum från 1970 av Anita Hegerland. Skivnumret är Karusell 2470 004.

## Låtlista

### Sida A
1. Jag ger dej ett slott
2. Trollkarlen lurifix
3. Jag ska måla hela världen, lilla mamma
4. Albertino
5. Kom och hör på krokodilen
6. En liten mexikanska

### Sida B
1. Mitt sommarlov (La golondrina)
2. En så'n dag
3. Om jag var en fågel
4. Det är mammas dag i dag
5. Soria moria slott
6. Alla mina kamrater

### Fotnoter
1. ↑  ”Anita Hegerland” (på engelska). Discogs. 10 mars 1970. http://www.discogs.com/Anita-Hegerland-Anita-Hegerland/release/1586311. Läst 24 oktober 2015.